# الینس-ل-مارایس
الینس-ل-مارایس (به فرانسوی: Allennes-les-Marais) یک کمون در فرانسه است که در نور-پا-دو-کاله واقع شده‌است.

## خصوصیات
الینس-ل-مارایس ۵٫۵۵ کیلومترمربع مساحت و ۳٬۳۶۶ نفر جمعیت دارد و ۲۵ متر بالاتر از سطح دریا واقع شده‌است.